# Tante Wanda aus Uganda
Tante Wanda aus Uganda ist eine deutsche Filmkomödie von Géza von Cziffra aus dem Jahr 1957.

## Handlung
Karl von Zeller lebt als erfolgloser Erfinder von seiner Frau Rosa getrennt mit seiner Tochter Lilli zusammen. Lilli liebt den kleinen Verkäufer Jonas Edelmuth, den Karl jedoch strikt ablehnt, sieht er für Lilli doch eine bessere Partie vor. Eines Tages erhält Karl von seiner Schwester Wanda, die in Uganda einen schwerreichen Mann geheiratet hat, ein Telegramm, in dem sie ihr Kommen ankündigt. Karl ist verzweifelt, hat er Wanda doch seit Jahren eine ganz andere Familie vorgespielt: Er schrieb ihr, dass er mit Rosa nicht nur Lilli, sondern auch eine weitere Tochter und die Zwillinge Max und Moritz habe. Zusammen würden sie in einer Villa leben, weil Karl Direktor einer gutgehenden Fabrik sei. Wanda überweist seit Jahren regelmäßig Geld für die Kinder, was Karl in der letzten Zeit vor dem endgültigen Bankrott rettete. Nun ist guter Rat teuer, zumal Karl kein Geld hat. Da Wanda auf lange Sicht der Familie ihre drei Millionen Dollar vermachen soll, tut sich Karl kurzerhand mit Gaststättenbesitzerin Rosa zusammen. Sie mieten mit Rosas Geld eine prunkvolle Villa samt Personal. Notgedrungen akzeptiert Karl, dass sich Jonas als sein Sohn Max ausgibt. Rosa, die sich eigentlich von Karl scheiden lassen wollte, imitiert die glückliche Ehefrau.
Am Flughafen holt die Familie Wanda ab. Die hat ihre gesamte Dienerschaft mitgebracht und alle richten sich häuslich in der Mietvilla ein. Die fehlenden Familienmitglieder sind schnell erklärt. Die zweite Tochter sei mit einem Walfänger durchgebrannt, während Moritz als das schwarze Schaf der Familie kriminell geworden sei und nun als Catcher arbeite. Er sei von der Familie verstoßen worden. Wanda ist mit den Erklärungen zufrieden und verteilt großzügig ihre mitgebrachten Geschenke. Jonas erhält eine Uhr, die auf Knopfdruck eine besondere Melodie spielt. Die erste Nacht in der Villa verläuft ungemütlich, da sich Wandas Dienerschaft in sämtlichen Schlafzimmern niedergelassen hat und die von Zellers daher auf der Couch oder gar auf der Terrasse übernachten müssen. Am nächsten Morgen hat Wanda den Entschluss gefasst, die Familie mit Moritz zu versöhnen. Notgedrungen muss Jonas einspringen, der nun in Rosas Gaststätte mit eingeweihten Gästen den starken Mann markiert. Er benimmt sich Wanda gegenüber respektlos, tanzt wild mit ihr und aktiviert am Ende versehentlich die Melodie der Uhr, die Wanda ihm geschenkt hat. Wanda tut so, als hätte sie nichts gehört.
Sie beauftragt einen Privatdetektiv, der ihr bald die wahren Verhältnisse der Familie präsentiert. Wanda will es den von Zellers heimzahlen. Sie besteht darauf, Moritz bei einem Kampf zu sehen. Über Rosas Beziehungen lässt sich ein Catcher finden, der Jonas trainiert und bei einem fingierten Kampf gegen ihn nach kurzer Zeit verlieren will. Kurz vor dem Kampf wird der Catcher jedoch verhaftet, sodass an seiner Stelle ein echter Catcher einspringt, der von der Abmachung nichts weiß. Jonas gelingt es, den Kampf in die Länge zu ziehen, doch fängt Wanda an, für den Gewinner ein Extra-Preisgeld auszusetzen. Zwar hält Karl heimlich dagegen und treibt den Preis in die Höhe, sodass Jonas und sein Gegner immer abwechselnd in Führung gehen, doch steigert Wanda am Ende den Preis in Höhen, die Karl nicht mehr bezahlen kann. Sie hört erst auf, als Karl den Schwindel zugibt. Der Kampf jedoch endet im Chaos und einer Massenprügelei.
Die von Zellers haben sich in Karls Wohnung zurückgezogen. Sie sind sich sicher, dass sie es sich mit Wanda verscherzt haben, doch plant nun wenigstens Rosa, zur Familie zurückzukehren. Sie setzt auch durch, dass Jonas Lilli heiraten darf. Tante Wanda erscheint und eröffnet der Familie, dass sie sich nur versöhnen lässt, wenn Jonas Lilli heiraten darf, sei er doch der einzige gewesen, der nur aus Liebe und nicht aus finanziellen Interessen heraus gelogen hat. Ihr hat die Mietvilla zudem so gut gefallen, dass sie sie gekauft hat. So kommt es zum glücklichen Ende für alle.

## Produktion
Tante Wanda aus Uganda erlebte seine Filmpremiere am 31. Mai 1957 in der Essener Lichtburg. Die Kostüme schuf Anneliese Ludwig, die Filmbauten stammen von Hans Ledersteger und Ernst Richter. Bruce Low singt den Titel Uganda Song (Wenn in Uganda die Sterne überm Urwald steh’n), während Georg Thomalla und Ingmar Zeisberg Das Schönste auf der Welt ist doch die Liebe singen.

## Kritik
Für den film-dienst war Tante Wanda aus Uganda ein „alberner Klamauk mit Gesang, dem man trotz aller Belanglosigkeit dank der ausgelassen agierenden Schauspieler einen gewissen Schwung nicht absprechen kann“.